# Caaporã
Caaporã là một đô thị thuộc bang Paraíba, Brasil. Đô thị này có diện tích 150,168 km², dân số năm 2007 là 20979 người, mật độ 139,7 người/km².